# Schlossstraße 28 (Korschenbroich)

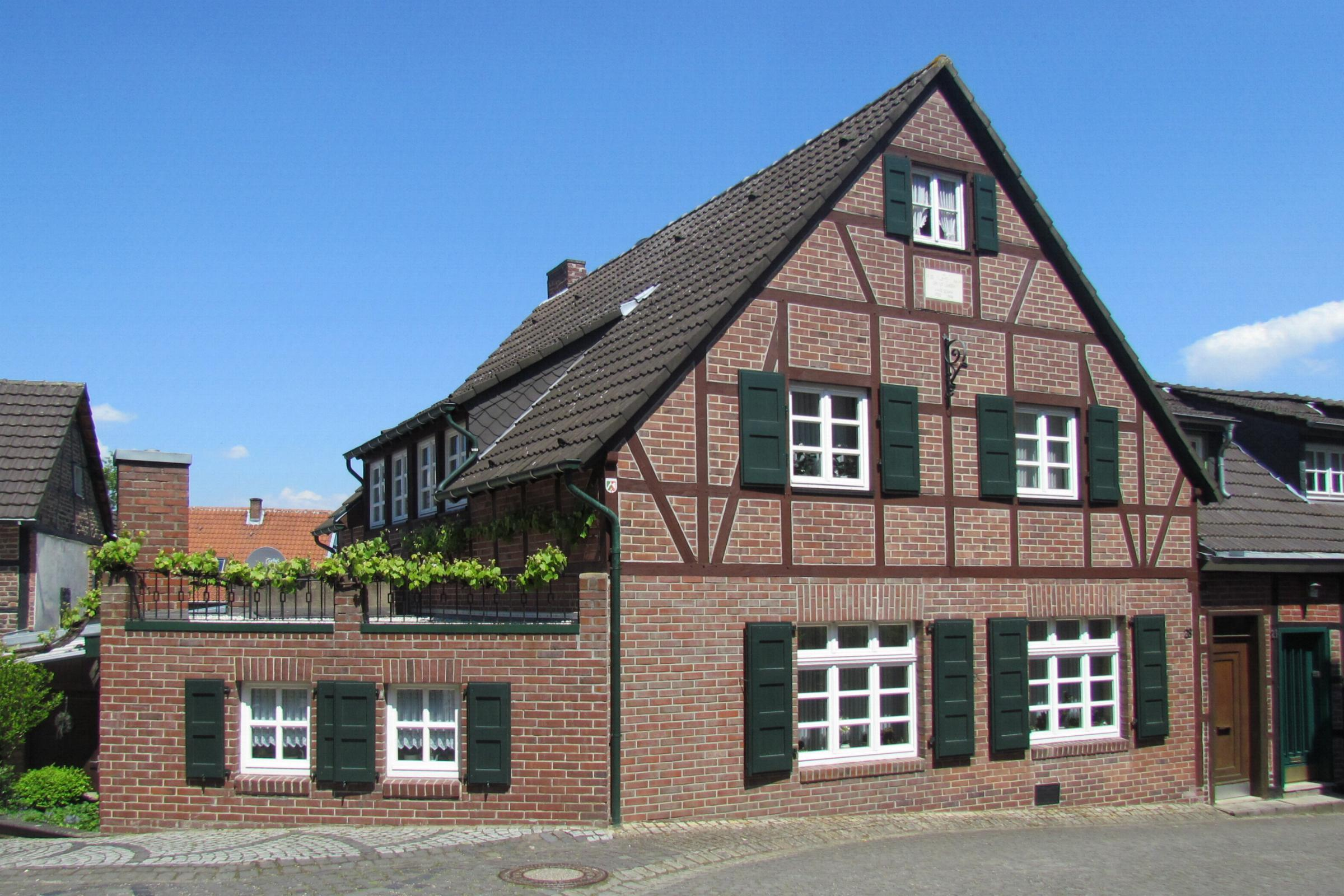
Fachwerkwohnhaus Schlossstraße 28

Das Fachwerkwohnhaus Schlossstraße 28 steht im Stadtteil Liedberg in Korschenbroich im Rhein-Kreis Neuss in Nordrhein-Westfalen.
Das Haus wurde im 18. Jahrhundert erbaut und unter Nr. 135 am 9. Juni 1987 in die Liste der Baudenkmäler in Korschenbroich eingetragen.

## Architektur
Bei dem Denkmal handelt es sich um ein ehemaliges zweieinhalbgeschossiges Fachwerkwohnhaus aus dem Jahre 1750. Das giebelständige Haus wurde im Jahre 1956 umgebaut und stark verändert, so dass das Fachwerk heute nur noch angedeutet ist. Das Haus „Schlossstraße 28“ stellt als Bestandteil des denkmalwerten Ensembles des alten historischen Marktes ein Denkmal dar. Liedberg und insbesondere auch der noch vorhandene Markt haben für die Stadtgeschichte von Korschenbroich heimatgeschichtliche Bedeutung.